# David Driskell

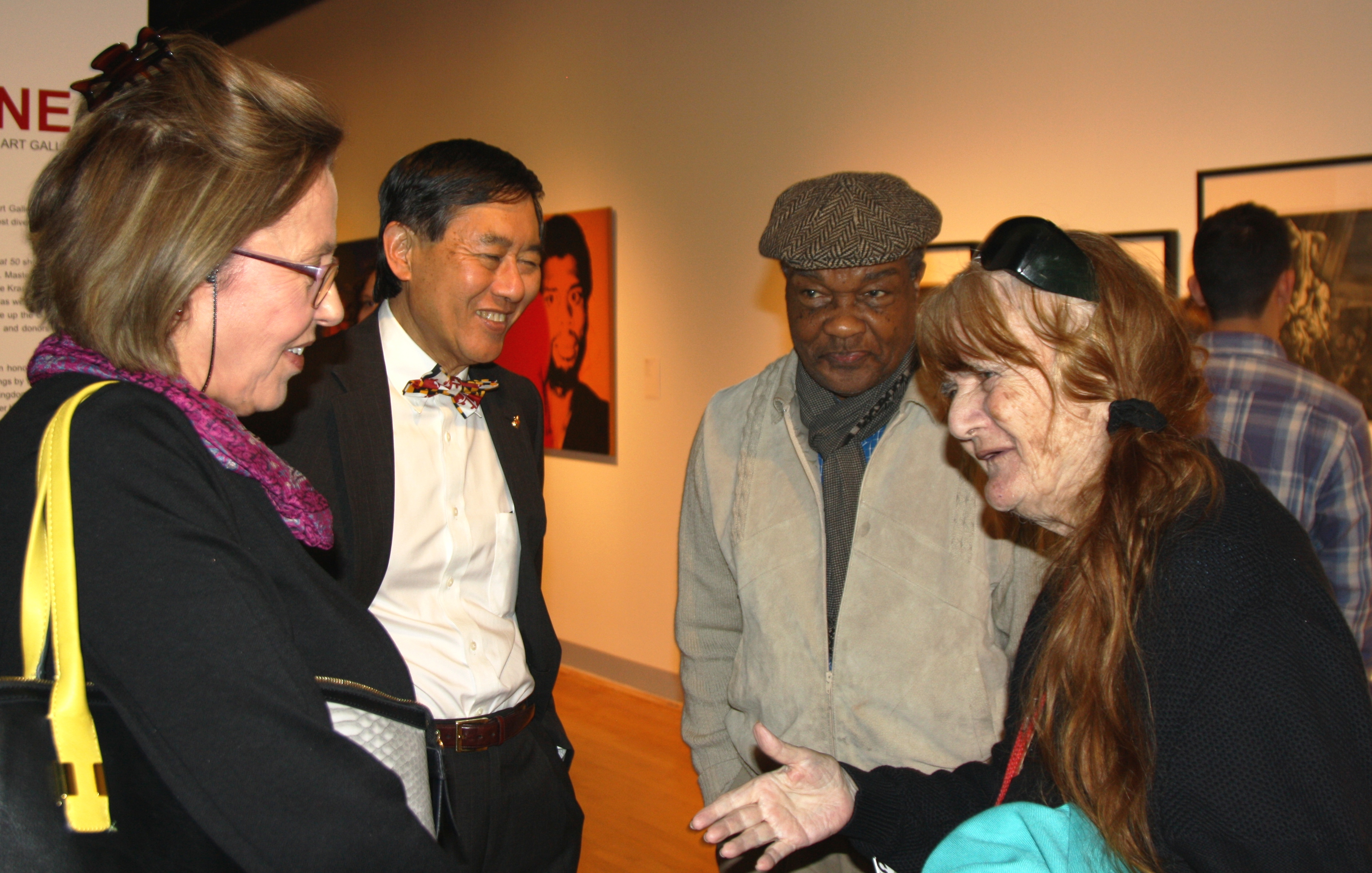
La Universidad de Maryland, College Park Art Gallery celebró su 50 aniversario el 24 de febrero de 2016, con una exposición de arte memorable. Entre los asistentes estaban el presidente Wallace Loh y su esposa, Barbara, a la izquierda; y el Prof. David C. Driskell, junto con el Prof. Dagmar R. Henney, a la derecha. Foto cortesía de la Galería de Arte de la Universidad de Maryland, utilizada con permiso.

David C. Driskell (Eatonton, Georgia; 7 de junio de 1931-Washington D. C., 1 de abril de 2020) fue artista y erudito en el campo del arte afroamericano estadounidense. Fue profesor emérito en la Universidad de Maryland, College Park.

## Biografía
Hijo de un pastor metodista, nació en 1931 en el estado de Georgia, a los cinco años se trasladó con su familia  a Blue Ridge en Carolina del Norte. Cursó estudios en escuelas segregadas, tras los cuales ingresó en la Escuela de Pintura y Escultura de Skowhegan en Maine y se especializó en las técnica pictóricas en la Universidad Howard con Lois Mailou Jones aprendió la técnica de la acuarela, con  Morris Louis la del óleo y con James A. Porter aprendió el conocido como arte negro. Se licenció en artes en 1955.
Obtuvo una maestría en Bellas Artes de la Universidad Católica de América de Washintong D. C. en 1962 y nueve doctorados honorarios. En 2000 fue honrado por el presidente Bill Clinton como uno de los doce ganadores de la Medalla Nacional de Humanidades. David C. Driskell: Artista y erudito de Julie L. McGee, un libro que detalla la vida y obra de Driskell, fue publicado en 2006.
El arte de Driskell está representado por la DC Moore Gallery. Su primera exposición en la galería se celebró en octubre de 2006.
El Centro David C. Driskell de la Universidad de Maryland, College Park fue nombrado en homenaje a él y honra su legado.
Murió en un hospital de  Hyattsville, Maryland, el 1 de abril de 2020 debido a una neumonía doble consecuencia de la enfermedad COVID-19 causada por el virus del SARS-CoV-2.

## Publicaciones de Driskell
- Amistad II: Arte afroamericano (editor), Nashville: Universidad Fisk, 1975.
- Dos siglos de arte americano negro, Los Ángeles: Museo de Arte del Condado de Los Ángeles, 1976. ISBN 0-87587-070-8
- The Afro-American Collection, Fisk University, con Earl J. Hooks, Nashville: Fisk University, 1976.
- Harlem Renaissance: Art of Black America, introducción de Mary Schmidt Campbell; ensayos de David Driskell, David Levering Lewis y Deborah Willis Ryan, Nueva York: The Studio Museum en Harlem, 1987. ISBN 0-8109-1099-3
- Introspectivas: arte contemporáneo de estadounidenses y brasileños de ascendencia africana, curadores, Henry J. Drewal y David C. Driskell, Los Ángeles: Museo Afroamericano de California, 1989.
- Estética visual afroamericana: una visión posmoderna (editor) Washington, DC: Smithsonian Institution Press, 1995. ISBN 1-56098-605-0
- El otro lado del color: arte afroamericano en la colección de Camille O. y William H. Cosby, Jr., San Francisco: Granada, 2001. ISBN 0-7649-1455-3

## Publicaciones sobre Driskell
- David Driskell: una encuesta: Art Gallery, University of Maryland, College Park, del 21 de octubre al 5 de diciembre de 1980, compilada y editada por Edith A. Tonelli, College Park, MD: University of Maryland Art Gallery, 1980.
- Julie L. McGee, David C. Driskell: Artista y erudito, por San Francisco: Granada, 2006. ISBN 0-7649-3747-2
- Patrimonio oculto: arte afroamericano, 1800-1950, San Francisco: The Art Museum Association of America, 1985. ISBN 0-930295-03-X
- Expresiones visuales contemporáneas: el arte de Sam Gilliam, Martha Jackson-Jarvis, Keith Morrison, William T. Williams, Washington, DC: Smithsonian Institution Press, 1987. ISBN 0-87474-385-0
- Adrienne L. Childs, Evolution: Five Decades of Printmaking por David C. Driskell, San Francisco: Granada, 2007. ISBN 978-0-7649-4204-4